# Salmannsdorf (Gemeinde Pilgersdorf)

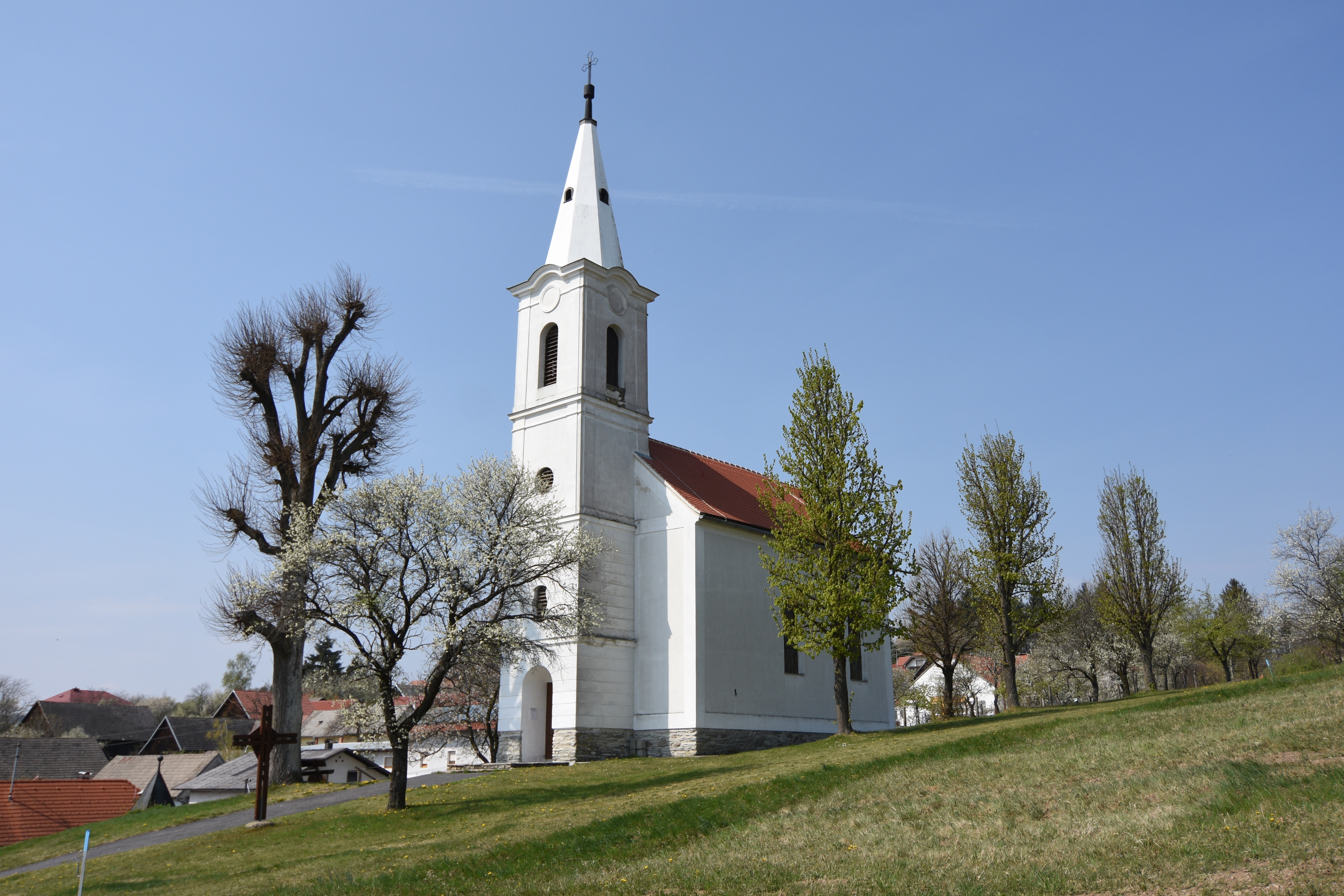
Filialkirche in Salmannsdorf

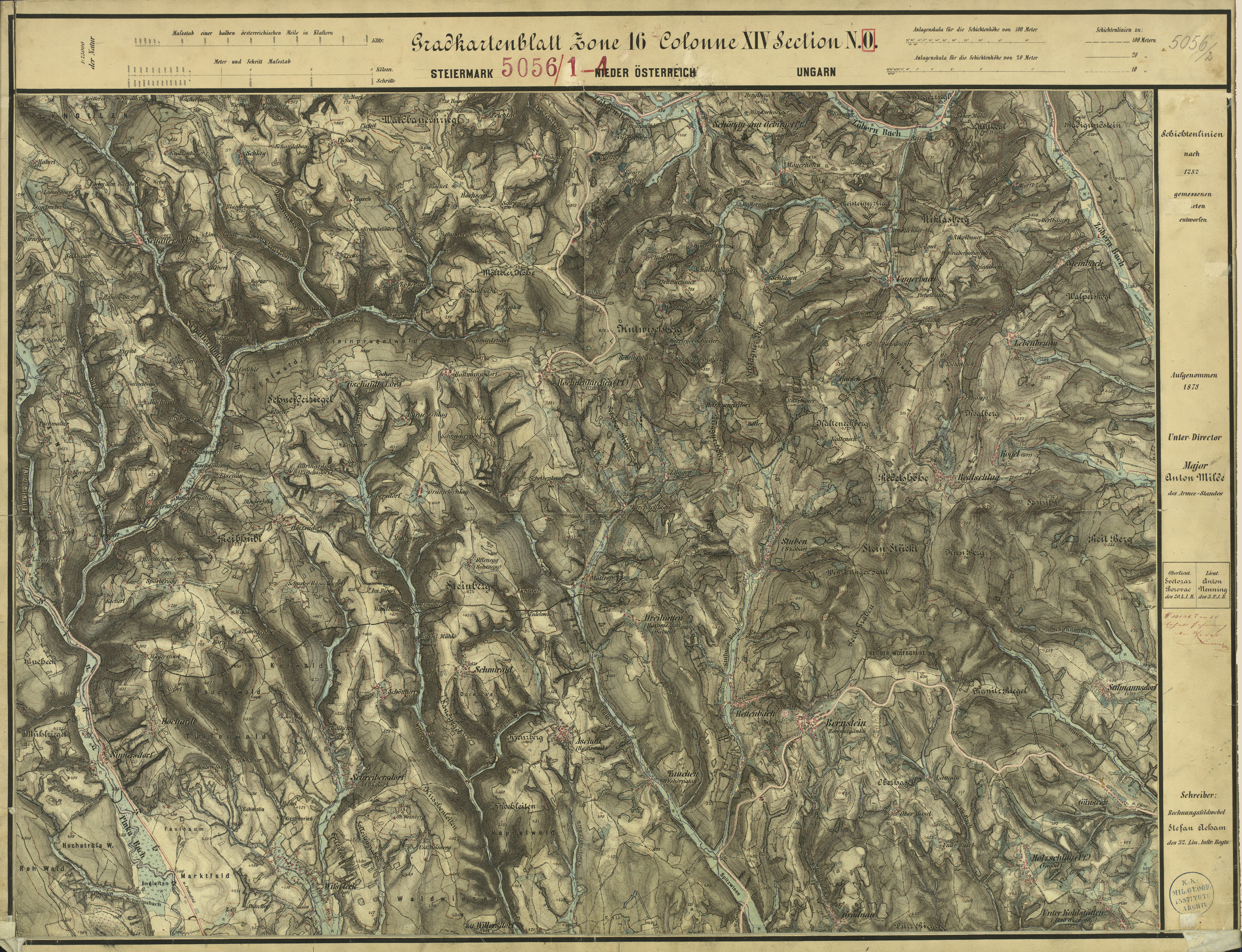
Salmannsdorf (am rechten Bildrand) um 1878 (Aufnahmeblatt der Landesaufnahme)

Salmannsdorf (ungarisch Salamonfalva) ist eine Katastralgemeinde und ein Straßendorf der Großgemeinde Pilgersdorf (Bezirk Oberpullendorf im Burgenland, Österreich).

## Geografie
Das Ortsgebiet von Salmannsdorf liegt auf einer mittleren Seehöhe von 479 Metern und weist eine Fläche von 495,59 Hektar auf. Nach der Volkszählung von 2001 weist der Ort 149 Einwohner auf.

## Geschichte
Der erste urkundliche Nachweis von Salmannsdorf findet sich in einer Urkunde aus dem Jahr 1390, wo der Ort als „Salamonfalva“ bezeichnet wird. Der Ortsname war in der Folge einem Wandel unterzogen und wird als „Salmdorf“, „Salmerstorff“ oder „Szölmersdorff“ bezeichnet.
Am 5. September 1921 kam es mit ungarischen Freischaren, die das Gebiet bei Westungarn behalten wollten, zu Kämpfen. Bei diesem Konflikt wurde ein gewisser Johann Baumgartner gefangen genommen und hingerichtet. Eine angebrachte Tafel beim Kriegerdenkmal erinnert daran. In unmittelbarer Nähe – Richtung Norden – steht ein Marterl der Zollwache. Hier werden jedes Jahr im September „Gedenkfeiern“ zu Ehren des Hl. Matthäus veranstaltet.
Die auf einer Anhöhe stehende römisch-katholische Filialkirche der Pfarrgemeinde Pilgersdorf wurde 1874 errichtet und 1875 zu Ehren Christi Himmelfahrt geweiht.

## Einzelnachweise

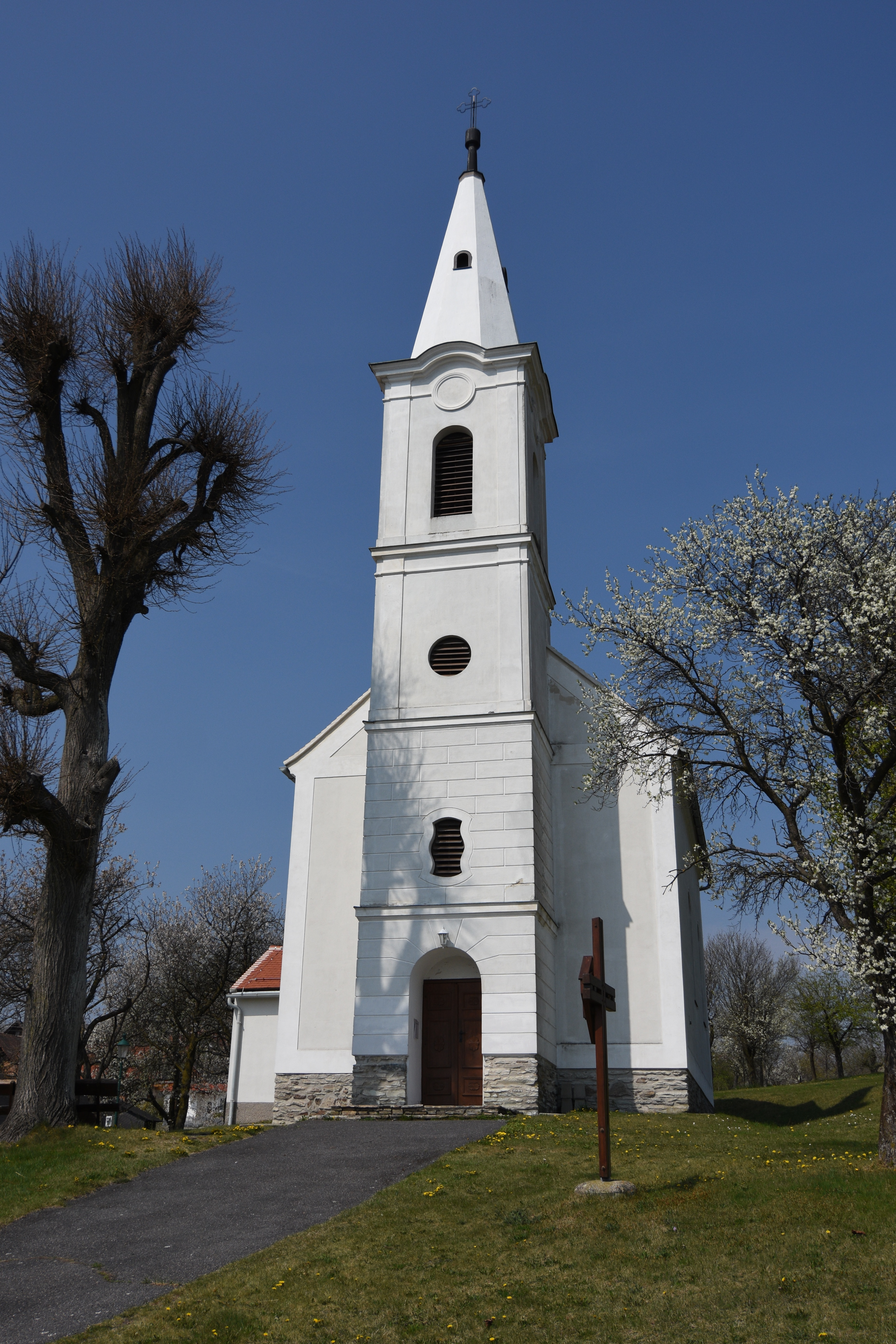
Filialkirche Salmannsdorf von Süden
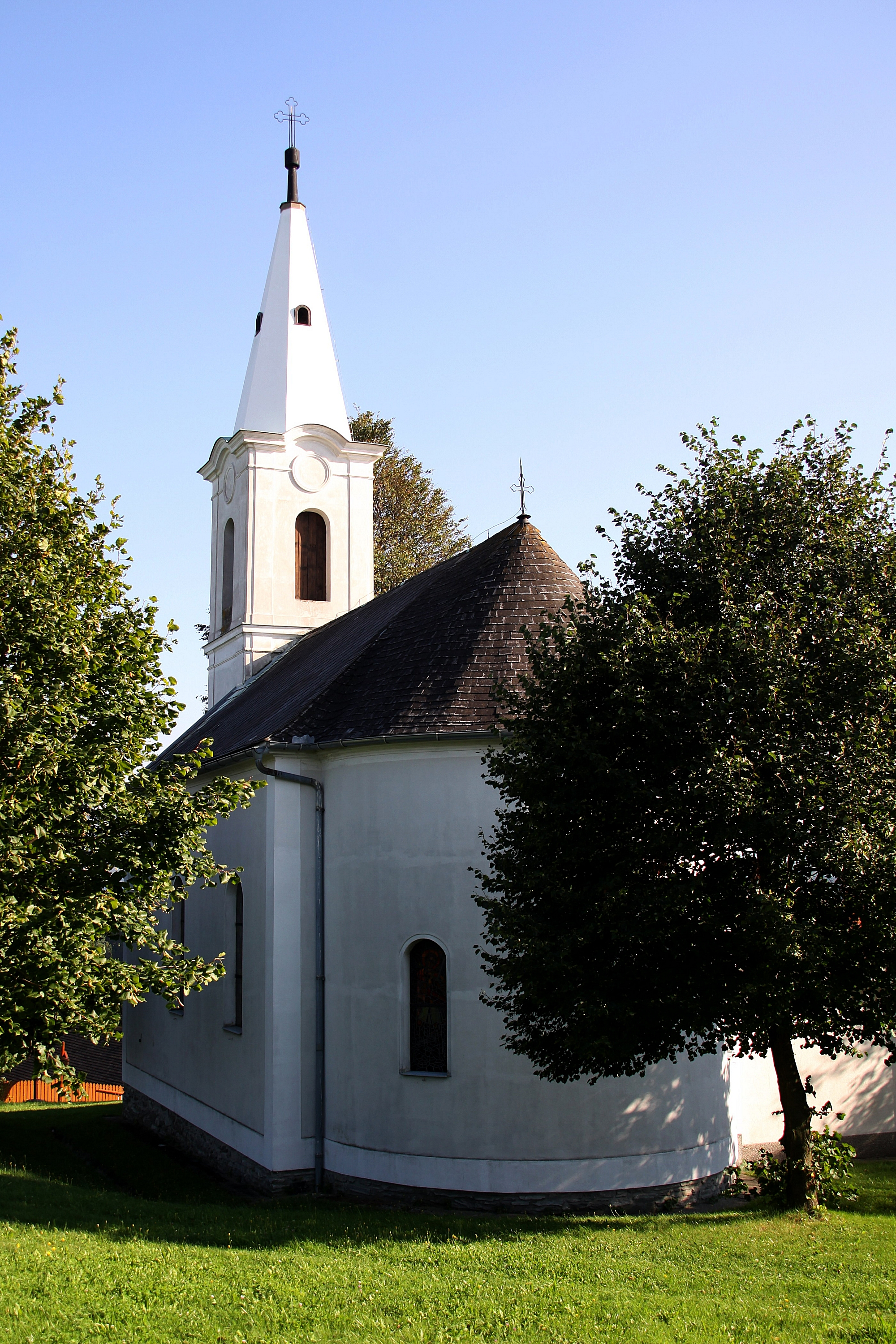
Filialkirche Salmannsdorf von Norden
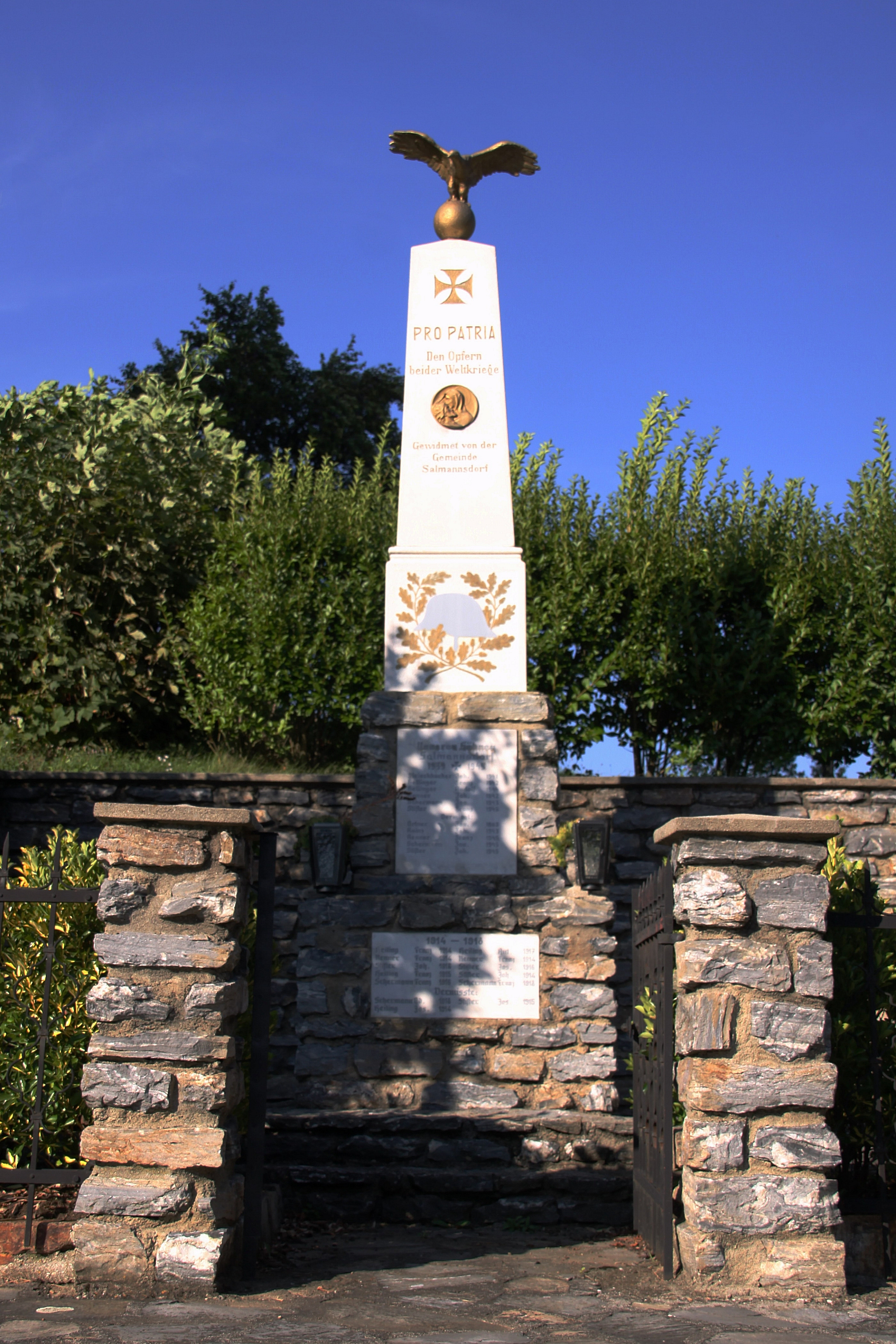
Denkmal für die Gefallenen und Vermissten des Ersten und Zweiten Weltkriegs
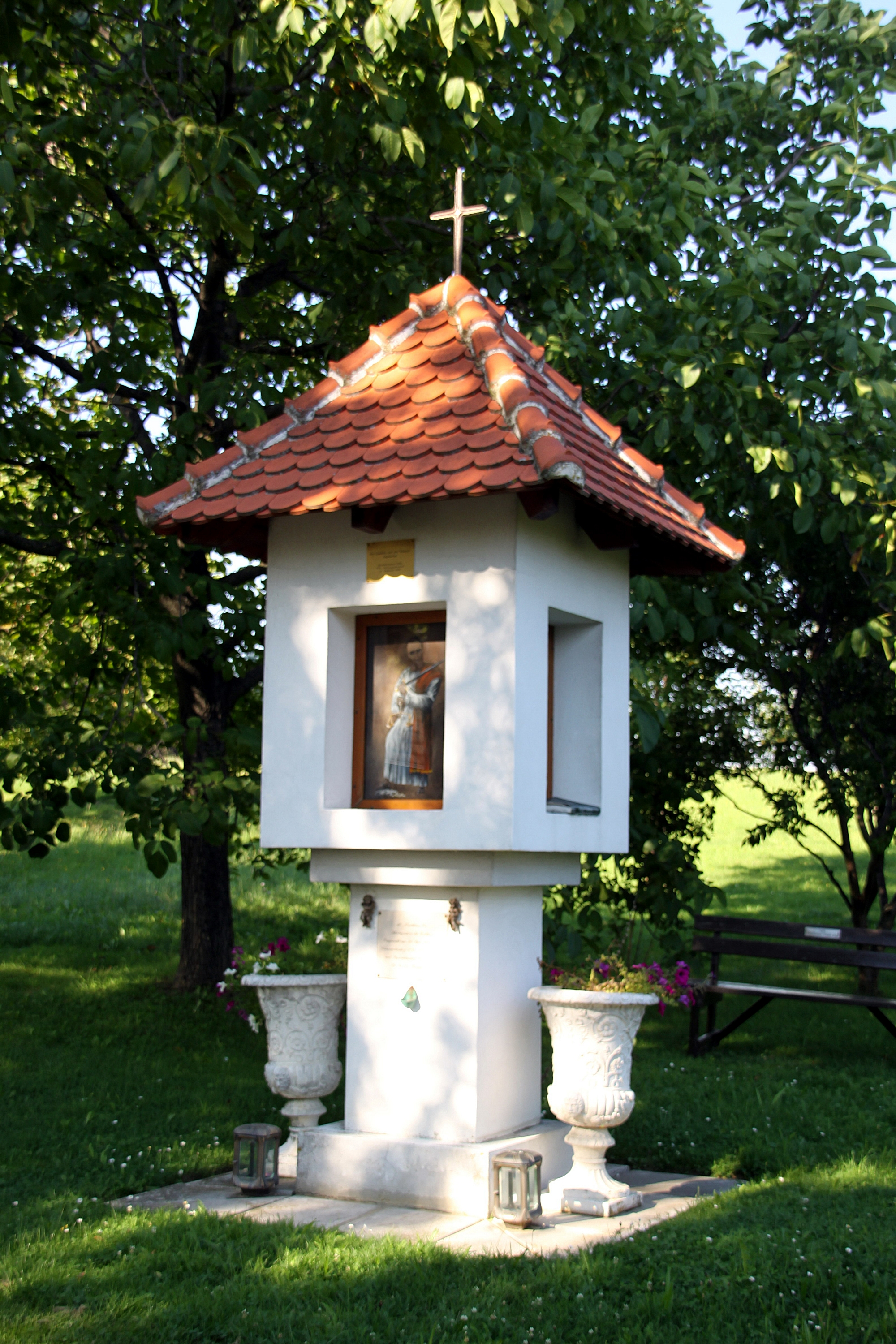
Denkmal der Zollwache